# Метаболічні ферменти в ролі протеїнкіназ
Протеїнкінази — це фермент-кінази, що модифікують інші білки (в тому числі самих себе) шляхом хімічного додавання до них фосфатних груп (фосфорилювання). Фосфорилювання зазвичай призводить до функціональної зміни цільового білка (субстрату) шляхом зміни активності ферменту, клітинного розташування або асоціації з іншими білками.
Білкові кінази є критичними регуляторами шляхів трансдукції внутрішньоклітинного сигналу, які опосередковують різні клітинні процеси як в одноклітинних, так і в багатоклітинних організмах. Вони можуть безпосередньо переносити γ-фосфат від аденозинтрифосфату (АТФ) до специфічних залишків тирозину (Tyr), серину (Ser), треоніну (Thr) та гістидину (His) на білках субстрату, тим самим змінюючи функції цих субстратів.
Геном людини містить 518 генів протеїнкінази, 478 з яких належать до класичного сімейства протеїнкіназ, а 40 — нетипові протеїнкінази. 
Останні дослідження продемонстрували, що кілька метаболічних ферментів, такі як піруваткіназа М2 (PKM2), фосфогліцерат-кіназа 1 (PGK1), кетогексокіназа-А (KHK-A), гексокінази (HK), нуклеозидна дифосфатна кіназа 1/2 (NDK 1/2) мають несподівану активність протеїнкінази та відіграють значну роль у неметаболічних клітинних функціях. Ці нові дослідження розширюють сімейство білкових кіназ і дають нове розуміння інтегрованої регуляції клітинного метаболізму та інших клітинних процесів.
Кілька сімей кіназ, такі як тирозинкінази, циклозалежні кінази, кінази полярних подій, mTOR, і мітоген-активовані білкові кінази вже мають інгібітори, затверджені FDA та / або інгібітори, які знаходяться на різних фазах клінічних випробувань.

## PKM2
Піруваткіназа (PK) каталізує кінцеву стадію гліколізу, що обмежує швидкість, і перетворює фосфоєнолпіруват (PEP) у піруват, переносячи фосфатну групу з PEP в аденозиндифосфат (ADP), продукуючи АТФ.
Він має чотири ізоформи: PKL, PKR, PKM1, та PKM2. PKM2 сильно експресується в ракових клітинах. Крім того, хоча PKM1 має більш високу гліколітичну активність, ніж PKM2, до цього часу описана лише активність протеїнкінази PKM2. PKM2 бере участь у регуляції експресії генів, мітозу, апоптозу та інших критичних клітинних дій, що сприяють аеробному гліколізу та росту пухлини.
PKM2 експресується в більшості пухлин людини Спочатку було обговорено перехід від експресії PKM 1 до PKM2 під час пухлинного генезису. Однак ці висновки були результатом неправильного тлумачення, які використовували мишачий м'яз, що експресує PKM1, як єдину здорову тканину.
На відміну від тісно гомологічного PKM1, який завжди зустрічається у високоактивній тетрамерній формі і який не аллостерично регулюється, PKM2 може виникати в тетрамерній формі, але також у димерній формі. Тетрамерна форма PKM2 має високу спорідненість до субстрату фосфоенолпірувата (PEP), а також має високу активність при фізіологічних концентраціях PEP. Коли PKM2 знаходиться в основному в високоактивній тетрамерній формі, що стосується диференційованих тканин та більшості нормальних проліферуючих клітин, глюкоза перетворюється в піруват при виробництві енергії. Тим часом димерна форма PKM2 характеризується низькою спорідненістю до його субстратного PEP і майже не працює при фізіологічних концентраціях PEP. Коли PKM2 знаходиться в основному в менш активній димерній формі, що стосується пухлинних клітин, всі гліколітичні проміжні продукти над піруваткіназою накопичуються і передаються в синтетичні процеси, які відгалужуються від гліколітичних проміжних сполук, таких як нуклеїнова кислота, фосфоліпід- та аміно синтез кислоти Нуклеїнові кислоти , фосфоліпіди та амінокислоти є важливими будівельними блоками клітин, які дуже потребують швидкоділимих клітин, таких як клітини пухлин.
Завдяки ключовій ролі іруваткінази в гліколізі, співвідношення тетрамер — димер РКМ2 визначає, чи перетворється глюкоза в піруват та лактат під час отримання енергії (тетрамерна форма) чи спрямовуються в синтетичні процеси (димерна форма).
У пухлинних клітинах підвищена швидкість біосинтезу лактату за наявності кисню називається ефектом Варбурга . Генетична маніпуляція раковими клітинами, щоб вони синтезували дорослий PKM1 замість PKM2, обертає ефект Варбурга та знижує швидкість росту цих модифікованих ракових клітин
Було виявлено, що димерна форма PKM2 діє як протеїнкіназа в ракових клітинах. Вона здатна зв'язуватись і фосфорилювати гістон Н3 хроматину в ракових клітинах, тим самим граючи роль у регуляції експресії генів. Ця модифікація гістону H3 та пов'язана з цим участь у регуляції експресії генів можуть бути причиною проліферації пухлинних клітин.
Активність піруваткінази PKM2 може бути підвищена SAICAR (сукциніламіноімідазолкарбоксиамід рибоза-5'-фосфат), проміжним продуктом у біосинтезі пурину. У ракових клітинах голодування глюкози призводить до підвищення рівня SAICAR та подальшої стимуляції активності піруваткінази PKM2. Це дозволяє завершити гліколітичний шлях до отримання пірувату і, отже, виживання при позбавленні від глюкози. Крім того, велика кількість SAICAR може змінювати поглинання глюкози та синтезу лактату в ракових клітинах.
Однак було показано, що зв'язування SAICAR також достатньо стимулює активність протеїнкінази PKM2 у пухлинних клітинах. У свою чергу, комплекс SAICAR-PKM2 потенційно може фосфорилювати ряд інших білкових кіназ, використовуючи PEP як донор фосфату. Багато з цих білків сприяють регуляції проліферації ракових клітин. Зокрема, PKM2 може бути компонентом в сигналізації активованої мітогеном протеїнкінази (MAPK), яка пов'язана з підвищеною проліферацією клітин при неправильному функціонуванні. Це забезпечує потенційний зв'язок між активованим SAICAR PKM2 та ростом клітин раку.
Ракові клітини характеризуються перепрограмуванням енергетичного обміну. За останнє десятиліття розуміння метаболічних змін, що відбуваються при раку, різко зросло, і існує великий інтерес до націлення метаболізму на терапію раку. PKM2 відіграє ключову роль у модулюванні метаболізму глюкози для підтримки проліферації клітин. PKM2, як і інші PK ізоформи, каталізує останній етап генерування енергії в гліколізі, але є унікальним за своєю здатністю регулюватися. PKM2 регулюється на кількох клітинних рівнях, включаючи експресію генів, альтернативне сплайсинг та пост-трансляційну модифікацію. Крім того, PKM2 регулюється ключовими проміжними речовинами метаболізму і взаємодіє з більш ніж двадцятьма різними білками. Отже, цей ізофермент є важливим регулятором гліколізу та додаткових функцій в інших нових ролях, що з'явилися нещодавно. Останні дані свідчать про те, що втручання у складну регуляторну мережу РКМ2 має серйозні наслідки для проліферації пухлинних клітин, що свідчить про потенціал цього ферменту як мішені для терапії пухлин.

## PGK1
PGK1 — фермент, що відповідає за перший етап генерування АТФ на шляху гліколізу і сильно експресується при багатьох видах раку. Він каталізує оборотну конверсію 1,3-дифосфогліцерату та АДФ до 3-фосфогліцерату та АТФ відповідно. І подібно до PKM2, PGK1 також має активність протеїнкінази до фосфорилатних білкових субстратів.  Виявлено, що міграхондрія, транслокована, використовує АТФ як фосфатний донор для прямого фосфорилювання та активації піроватдегідрогеназ-кінази-ізоназиму 1 (PDHK1) при Thr338. Подальше PDHK1-опосередковане фосфорилювання піруватдегідрогенази Е1α при Ser293 інгібує комплекс піруватдегідрогенази (PDG) та перетворення пірувату та CoA в ацетил-КоА в мітохондріях, що пригнічує окислення пірувату мітохондріалу та збільшує виробництво лактату піратів в результаті лактату . Таким чином, мітохондріальний метаболізм пірувату, пригнічений парами PGK1, з регулюванням експресії гліколітичного гена, опосередкованим ядерним РКМ2, для сприяння ефекту Варбурга та пухлиногенезу.
Крім того, активність протеїнкінази PGK1 бере участь в ініціюванні аутофагії, важливої для гомогенізації клітинного гомеостазу. Коли пухлини починають переростати в судинну систему, це призводить до позбавлення глютаміну та до гіпоксії всередині пухлинних клітин та ацетил-трансферазного ацетилата ARD1 ацетилатів PGK1 за Lys388, що, в свою чергу, фосфорилює Beclin1 в Ser30, що призводить до конформаційних змін та активації фосфатиділінозитолу III класу (PI) 3-кіназа (VPS34) для отримання 3-фосфату фосфатиділіносітолу (PI (3) P), полегшує ініціацію пухлини-аутофагії та сприяє розвитку пухлини.
Таким чином, орієнтація на PGK1 може бути привабливим терапевтичним підходом для лікування раку.

## KHK ‑ A
KHK, також відома як фруктокіназа, відповідає за першу ферментативну реакцію в метаболізмі фруктози. KHK каталізує перехід фосфатної групи з АТФ до фруктози, синтезуючи 1-фосфат фруктози (F1P) та АДФ. Потім альдолаза каталізує розпад F1P на дигідроксіацетонфосфат та гліцеральдегід, які згодом включаються у гліколіз. Серед альтернативно сплайсованих ізоформ попередника рибонуклеїнової кислоти (РНК) KHK високоактивна KHK-C, але не неактивна KHK-A, сильно експресується в печінці, нирках та підшлунковій залозі. У клітинах HCC c-Myc індукує експресію гетерогенних ядерних рибозо-ядерних білків H1 (HnRNPH1) та nRNPH2, що регулює сплайсинг мРНК попередника KHK та замінює KHK-C на KHK-A. Експресія KHK-A, яка має значно нижчу активність щодо фосфорилювання фруктози, уповільнює швидкість катаболізму фруктози, використання АТФ та синтез реактивних видів кисню в клітинах HCC. Важливо, що замість зв'язування з фруктозою, KHK-A взаємодіє з обмеженою швидкістю з ферментом фосфорибозилпірофосфат синтетаза 1 (PRPS1) у шляху синтезу нуклеїнової кислоти de novo та діє як кіназа білка щоб безпосередньо фосфорилювати PRPS1 при Thr225. Це фосфорилювання блокує інгібування зв'язування АДФ PRPS1, що призводить до підвищеного синтезу нуклеїнової кислоти de novo за допомогою конститутивної активації PRPS1 та посилення проліферації клітин HCC та росту пухлини печінки у мишей. Рівень експресії KHK-A та фосфорилювання PRPS1 Thr225 позитивно співвідносяться між собою у зразках HCC людини і обернено корелюють із виживаністю пацієнтів з HCC, що вказує на те, що фосфорилювання залежного від KHK-A PRPS1 є головним у прогресуванні HCC.

## HK
Більшість ракових захворювань забезпечують достатнє енергозабезпечення за допомогою гліколізу, який є основою для їх росту та розповсюдження. Однак системне пригнічення гліколізу як протипухлинний підхід призводить до значних негативних наслідків, оскільки здорові клітини також забезпечують себе енергією за рахунок гліколізу. Тому селективне інгібування гліколізу, спричиненого раком, було досліджено для клінічної терапії раку, і HK було запропоновано як терапевтичну ціль. На першому етапі шляху метаболізму глюкози було виявлено, що ензими HK є важливими, оскільки вони каталізують фосфорилювання глюкози для отримання 6-фосфату, використовуючи АТФ як донора фосфат-іона. Аналіз фосфоамінокислот показав, що виділений з мозку щурів HK1 може бути автофосфорильований по залишках серину, треоніну та тирозину, а аналіз фосфорилювання in vitro показав, що HK1 може сам фосфорилювати та очищати гістон H2A. Однак інші ізоформи HК потребують характеризації. Те, чи HK1 або інші ізоформи HK діють in vivo як білкові кінази, та чи фізіологічна роль такого фосфорилювання в регуляції клітинного метаболізму пов'язана з розвитком раку залишається незрозумілим.

## NDPK
Нуклеозидна дифосфатна кіназа (NDPK) — білок, який  каталізує перетворення нуклеозидних дифосфатів (NDPs) у нуклеозидні трифосфати (NTPs) шляхом перенесення γ-фосфатної групи з нуклеотидів 5'-трифосфату до нуклеотидів 5'-дифосфату. У цьому процесі NDPK використовує NTP (зазвичай АТФ) і аутофосфорилює  при сильно збереженому залишку гістидину в його активному місці. Потім фосфатна група переноситься з фосфогістидину в молекулу NDP або в гістидин на протеїні субстрату. NDPK-A і NDPK-B відносяться до 1 групи філогенетичного дерева сім'ї Nm23 / NDPK, що включає чотири гени які кодують білки, що поділяють 58-88 % ідентичності та наділені активністю NDPK. Обидва в основному є цитоплазматичними ферментами, але їх також можна знайти, принаймні тимчасово, пов'язаними з мембранами та в ядрах. Кілька білків були ідентифіковані як субстрати активності протеїнкінази NDPK-A та NDPK-B. Наприклад, NDPK-A фосфорилює гістидин на каталітичному місці цитратного ліазу АТФ (ACLY) і регулює синтез ACLY-залежного вироблення ацетил-КоА для синтезу жирних кислот. NDPK-B може утворювати комплекс з димером βγ білка G та фосфорилювати субодиницю Gβ при His266. Потім фосфатна група переходить у гуанозиндифосфат (GDP), що призводить до утворення гуанозин трифосфату (GTP) та активації G-білка . NDPK-B також фосфорилює Са2 + -активований К + канал KCa3.1 у His358. Це фосфорилювання знімає залежне від міді гальмування функції каналів KCa3.1 і сприяє подальшій активації CD4 + Т-клітин. Крім того, NDPK-B фосфорилює C-кінцевий хвіст перехідного потенціалу рецептора ванілоїду 5 при His711 і регулює екскрецію Са2 + з сечею, опосередковуючи активну реабсорбцію Са2 + у дистальній перекрученій канальці нирки.
           Про сприяння NDPK-A динаміновому ендоцитозу також повідомлялося в епітеліальних клітинах ссавців під час розбирання сполучних сполук. Роль NDPK в ендоцитозі може пояснити його функції у придушенні метастазів через зниження рівня регуляції рецепторів клітинної поверхні, що беруть участь у рухливості клітин, ангіогенезі та зупинці сигнальних шляхівх.Було виявлено, що рецептор лізофосфатидової кислоти EDG2 надмірно виражений у метастатичних ракових клітинах, що виражають низький рівень NDPK-A.
           NDPK-A та -B були ідентифіковані як фактори зв'язування ДНК, які беруть участь у контролі транскрипції і виконують роль ДНКази. Повідомлялося, що ці ізоформи NDPK взаємодіють з ядерними рецепторами, такими як рецептори естрогенів та членами сімейства рецепторів ядерних сиріт ROR / RZR. Крім того, взаємодія вірусних антигенів вірусу Епштейна-Барра, таких як EBNA-3C та EBNA1, з NDPK-A пригнічує  його здатність інгібувати міграцію клітин пухлини, тим самим сприяючи метастазуванню. Обидва вірусних антигена нівелюють антиметастатичну активність NDPK-A у мишей. Аналогічно, онкопротеїн вірусу папіломи Е7 зв'язує NDPK-A і регулює рухливість пухлинних клітин. Зв'язок з апоптозом був встановлений дослідженням Fan Fan та ін., який демонстрував, що NDPK-A є гранзимною А-активованою ДНКазою під час опосередкованого Т-лімфоцитами апоптозу і що білок нуклеосоми в зборі зв'язується з NDPK-A та інгібує його.
           Також було виявлено, що NDPK-B пов'язується з ICAP1-альфа, негативним регулятором клітинної адгезії, опосередкованим бета-1-інтегрином, що підтримує міграцію клітин . Таким чином, NDPK може проявляти свою метастатичну супресорну активність шляхом секвестрування ICAP1-альфа та антагонізації його функції.
           NDPK-A взаємодіє зі STRAP, білком, що взаємодіє з рецепторами TGF-,бета, та інгібує сигналізацію TGF-бета. , NDPK-A не зв'язуючись зі STRAP при пошкодженні ДНК або інших стресових умовах, взаємодіє з p53 і позитивно регулює його функцію, включаючи індукований р53 апоптоз та зупинку клітинного циклу.
           Активація p53 NDPK-A опосередковується зменшенням асоціації між p53 та mdm2, негативним регулятором p53. Крім того описана пряма взаємодя між NDPK-A та інгібіторним фактором міграції макрофагів (MIF). Ця взаємодія має вирішальне значення для послаблення MIF-опосередкованого пригнічення активності p53 шляхом сприяння дисоціації MIF від комплексу MIF — p53. Взаємодія між NDPK-B та Diva, членом сімейства Bcl-2, передбачає інший механізм, за допомогою якого NDPK може регулювати апоптоз. Додатковим партнером NDPK є екзополіфосфатаза PRUNE1, яка належить до надсімейства фосфоетраз. Група Zollo показала, що NDPK-A утворює комплекс з екзополіфосфатазою PRUNE1. Ця взаємодія призводить до зниження рівня вільного NDPK-A та сприяє метастазуванню.